# Фтизіатрія

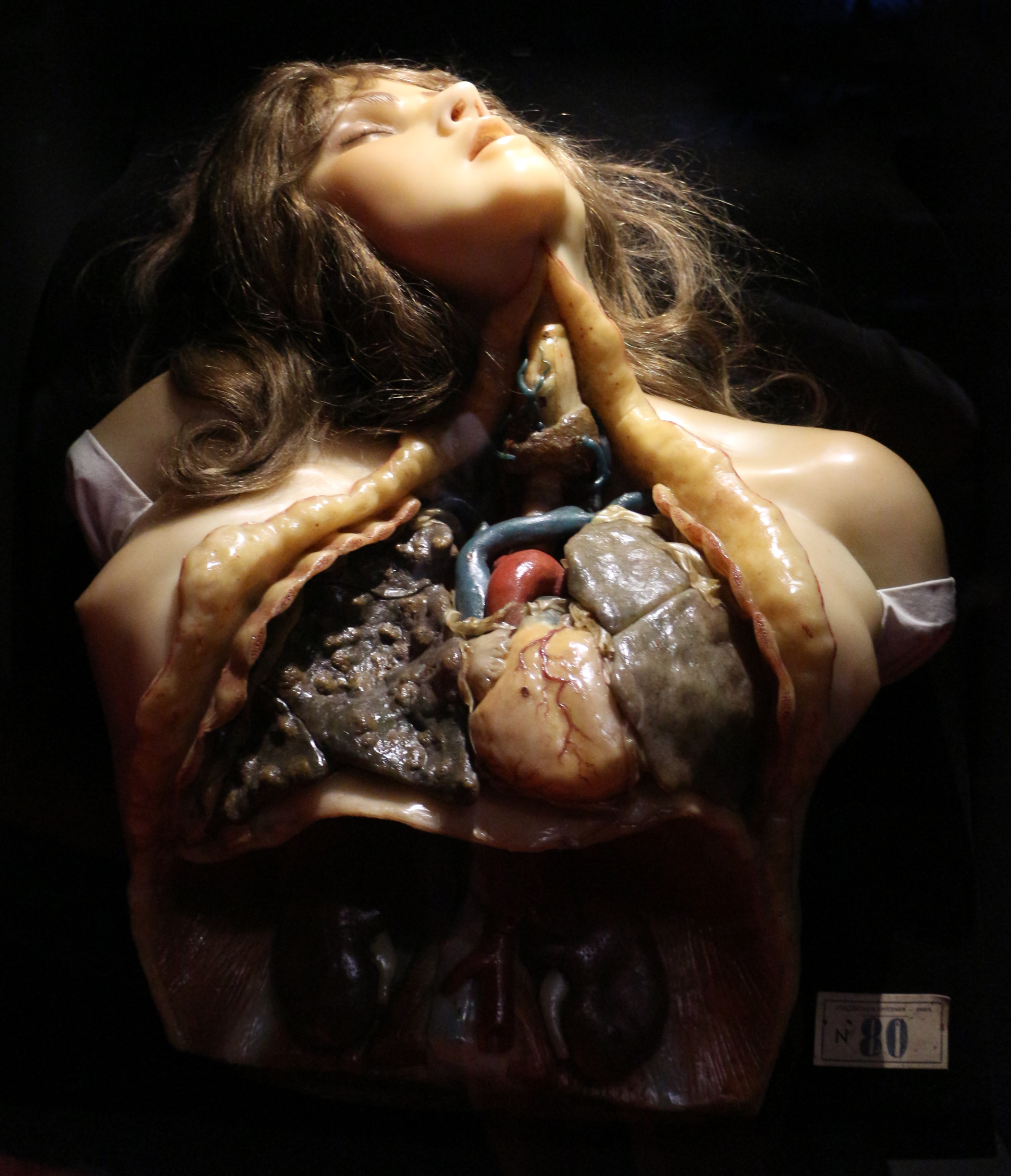

Фтизіатрія — розділ клінічної медицини, що займається вивченням, діагностикою, лікуванням та профілактикою туберкульозу.
В Україні проблемами фтизіатрії займається Національний інститут фтизіатрії і пульмонології імені Феофіла Яновського НАМН України.

## Видатні українські фтизіатри
Див. також Категорія:Українські фтизіатри
- Микола Степанович Пилипчук (1926—1996) — фтизіатр, пульмонолог, торакальний хірург, педагог, заслужений діяч науки і техніки України.
- Ольга Павлівна Пирогова (Мосендз; 1937—2004) — лікар-фтизіатр, останній головний лікар Дунаєвецького протитуберкульозного медичного диспансеру.
- Феофі́л (Теофі́л) Гаври́лович Яно́вський (1860—1928) — лікар-терапевт, дійсний член Всеукраїнської академії наук (від 1927 року).

## Фтизіатрія та суміжні спеціальності
У протитуберкульозних диспансерах, туберкульозних кабінетах, лікарнях, санаторіях фтизіатр займається діагностикою, лікуванням, диспансерним наглядом та профілактикою туберкульозу, надає консультативну та методичну допомогу іншим медичним спеціалістам з питань раннього виявлення та профілактики цього захворювання, за необхідності направляє до інших спеціалістів, оскільки застосування лише консервативного лікування та малоінвазивних процедур буває недостатнім. У деяких країнах існує окрема спеціальність «фтизіохірургія». 
В Україні хірургічним лікуванням туберкульозу легень (тільки за направленням фтизіатрів) мають право займатися торакальні хірурги, а кістково-суглобового туберкульозу — ортопеди. Лікуванням туберкульозу сечостатевих органів займаються урологи та гінекологи, туберкульозу очей — офтальмологи і т. д.